# Aereo da trasporto

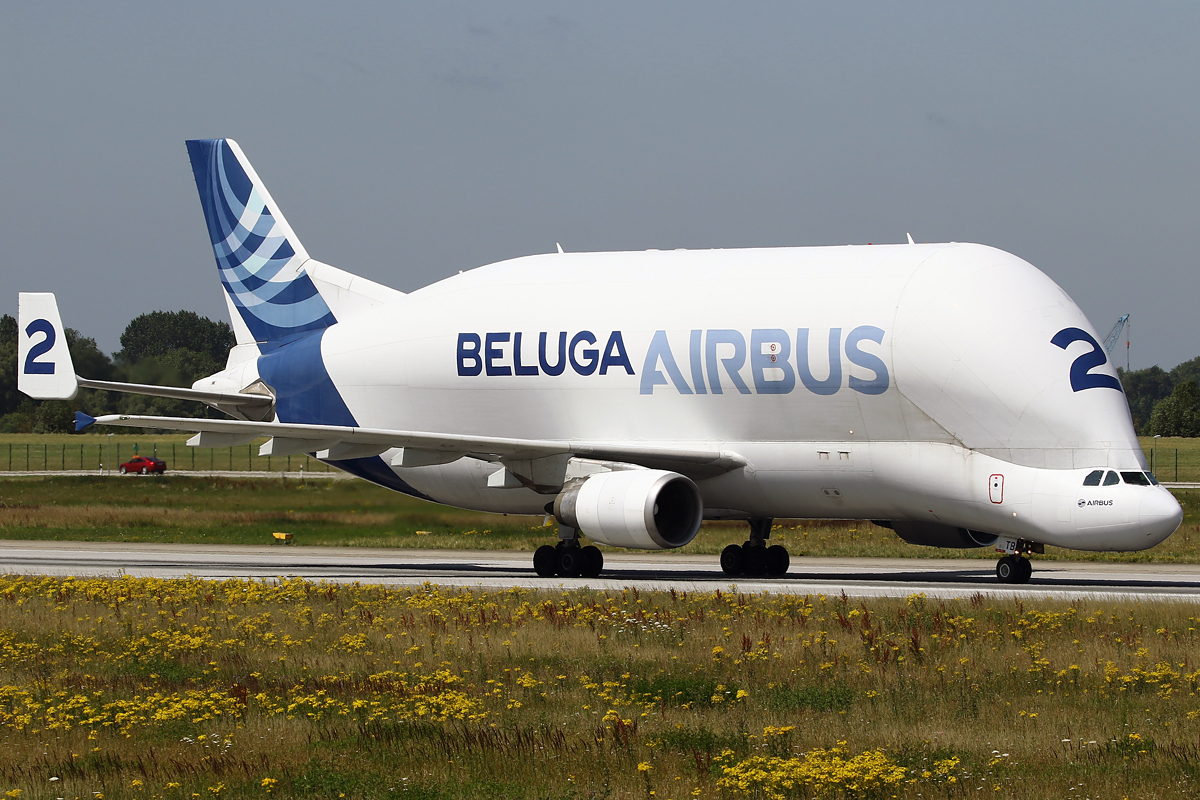
L'aereo da trasporto civile Airbus A300-600ST Beluga

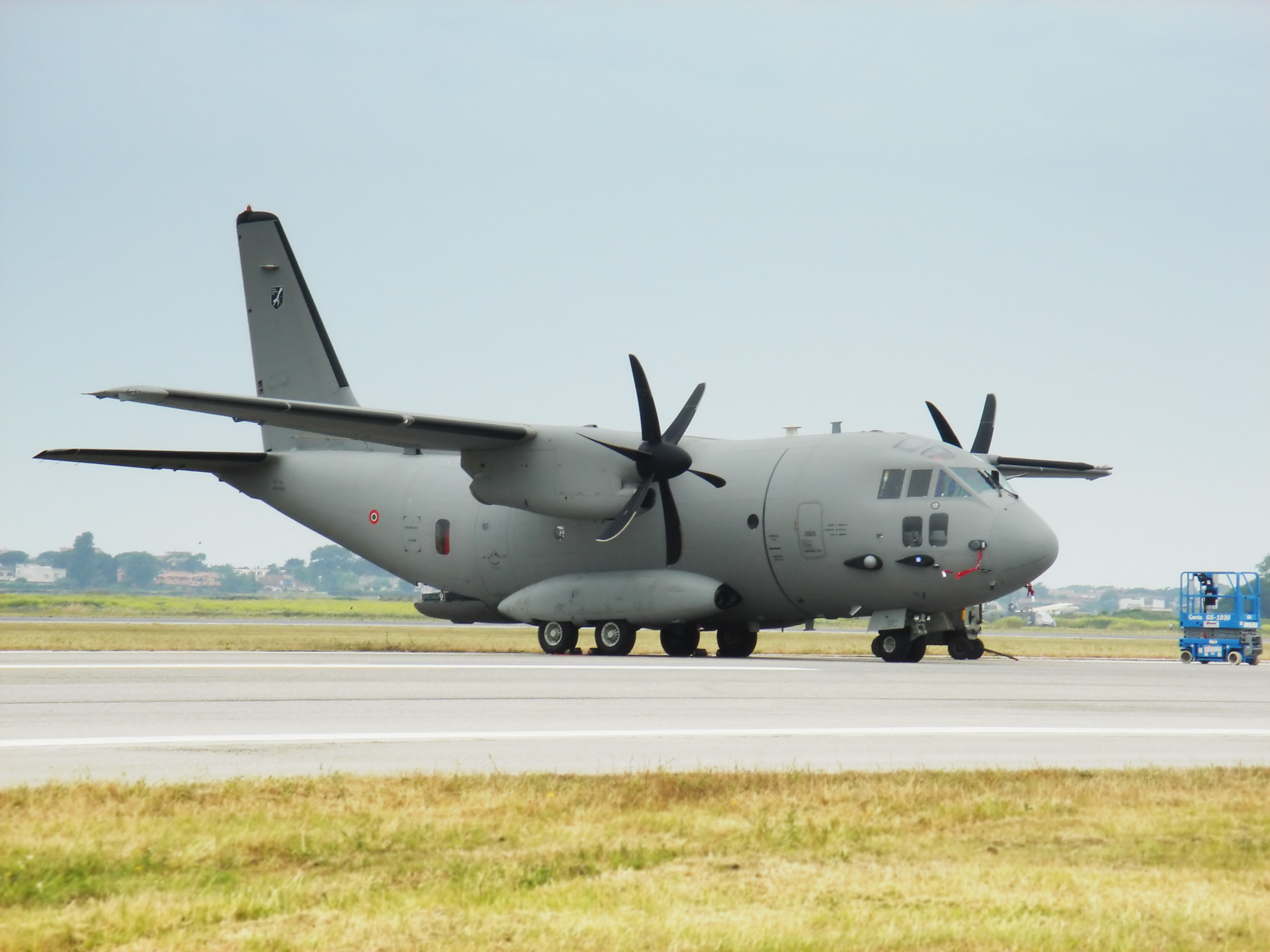
L'aereo da trasporto militare italiano Alenia C-27J Spartan

Con il termine aereo da trasporto si intende un velivolo ad ala fissa utilizzato, in modo dedicato, al trasporto di materiali o di passeggeri. Gli aerei dedicati in modo esclusivo al trasporto di materiali vengono definiti aerei cargo, mentre quelli dedicati in modo esclusivo al trasporto dei passeggeri vengono denominati aerei di linea.

## Generalità
Esiste un'altra categoria di aerei da trasporto, denominati combi, che possono cambiare la loro configurazione in modo da trasportare passeggeri, merci o entrambi in funzione della missione da svolgere. Fanno parte della categoria degli aerei da trasporto anche gli aerorifornitori, esclusivamente militari, destinati al rifornimento in volo di altri velivoli, sia ad ala fissa che ad ala rotante. Anche gli aerorifornitori possono essere dedicati oppure multiruolo (trasporto passeggeri, trasporto merci, aerorifornitore o loro combinazione).
Sin dalle origini dell'aviazione, l'evoluzione tecnologica e dottrinale concernente il mezzo aereo è andata verso due direzioni ben distinte e separate: la prima linea evolutiva, infatti, ha riguardato l'aereo come mezzo di trasporto; la seconda, invece, ha caratterizzato l'aereo come strumento bellico offensivo. Seguendo questo duplice binario, dunque, si è assistito alla nascita di due categorie assolutamente differenti: quella degli aerei da trasporto e quella degli aerei da caccia (che, successivamente, hanno ampliato i loro concetti di impiego, comprendendo anche missioni di bombardamento, di ricognizione, ecc.). Le differenze tra le due famiglie di velivoli sono appariscenti ed evidenti, anche ad un rapido sguardo: piccoli e dalla linea filante gli aerei da caccia, di grandi dimensioni ed apparentemente goffi quelli da trasporto, caratterizzati da ali alte, da carrelli robusti e dalla coda alta.
Tradizionalmente, si parla di aerei da trasporto militari e civili, anche se tale approccio metodologico deve essere affiancato dalla considerazione che accanto al trasporto aereo "tout court", di connotazione esclusivamente "civile", deve essere considerata una sottocategoria denominata "trasporto aereo militare", dalle caratteristiche assolutamente peculiari.

## Storia e impiego

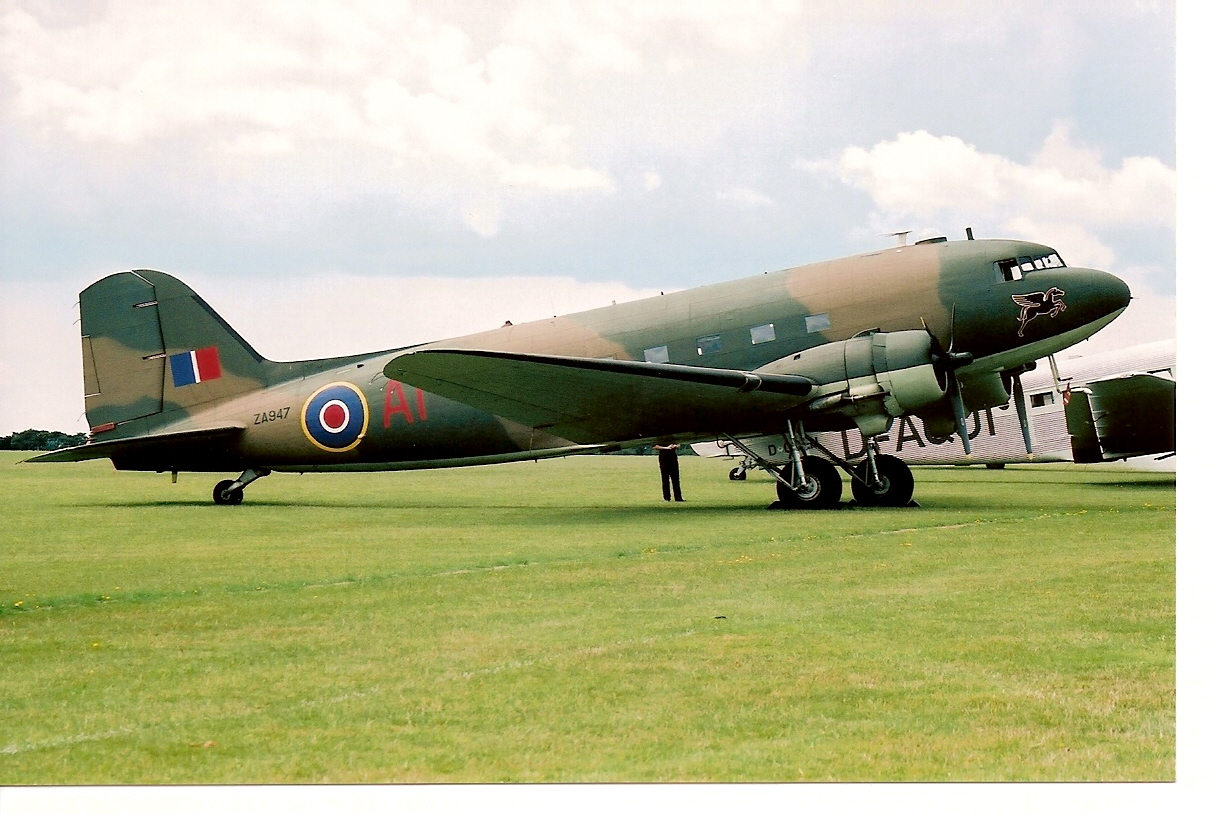
Uno dei più famosi aerei da trasporto della storia, il C-47 Dakota

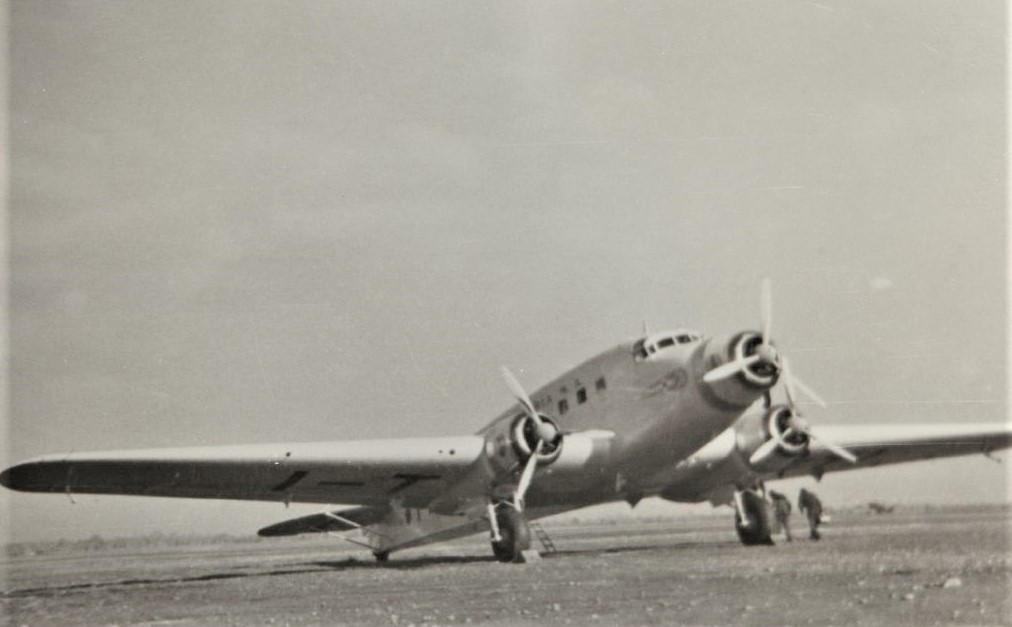
Il Savoia-Marchetti S.M.75.

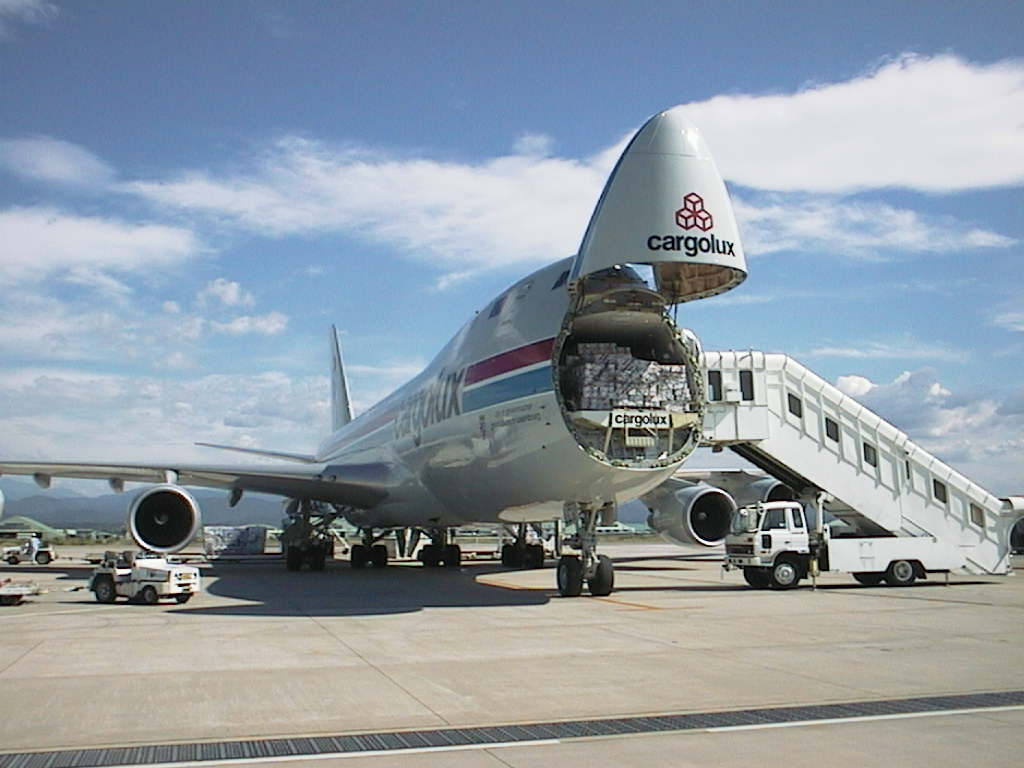
La versione da trasporto del Boeing 747: il muso può essere sollevato per facilitare le operazioni di carico/scarico

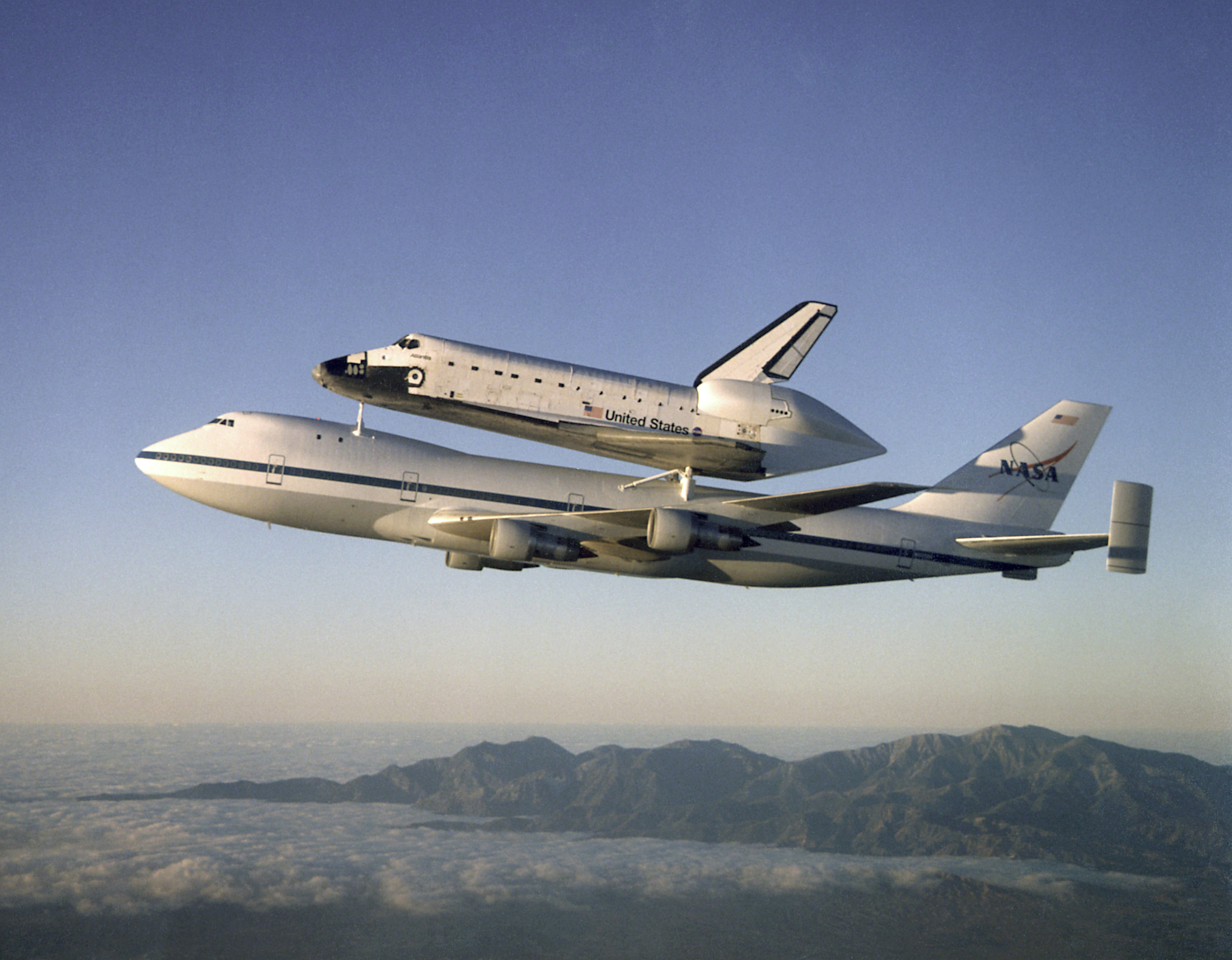
Il Boeing 747 dedicato al trasporto dello Space Shuttle

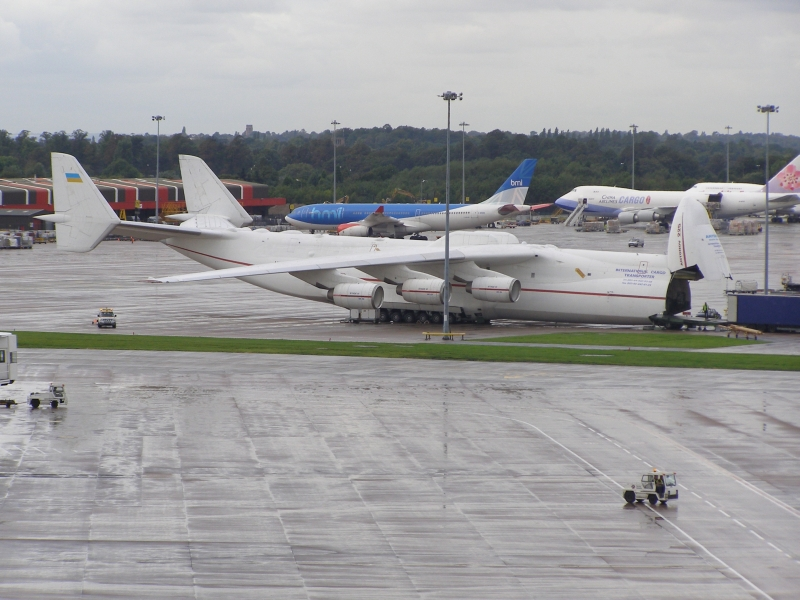
L'Antonov An-225 Mriya

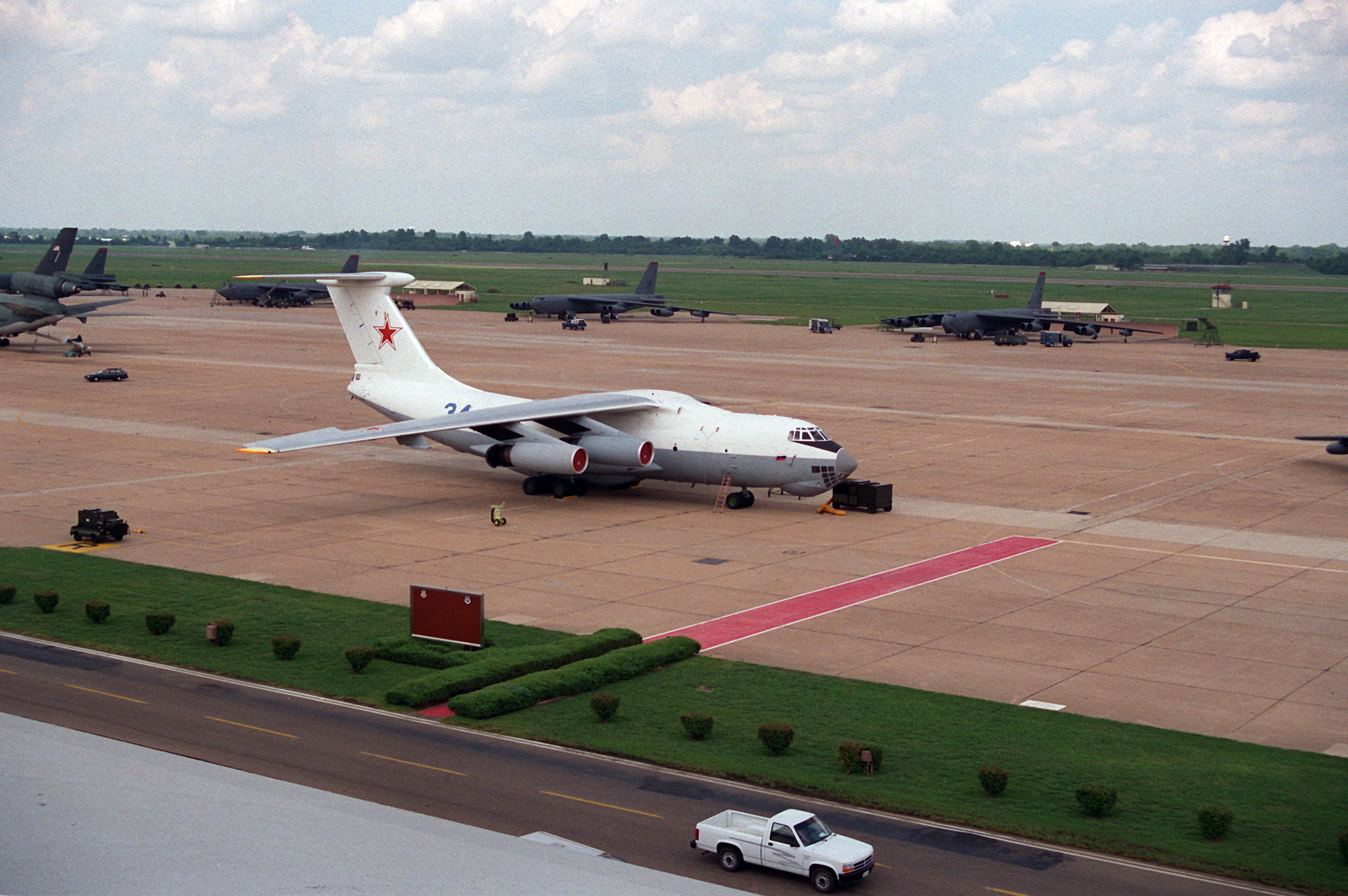
L'Ilyushin Il-78 da trasporto strategico russo

Gli aerei vennero usati per consegnare la posta sin dal 1911. Anche se i primi modelli non erano progettati per trasportare carichi o merci, dagli anni venti le industrie cominciarono a produrre e costruire aerei con apposite capacità di trasporto, in un primo tempo adattando velivoli da bombardamento, come il britannico Vickers Vimy e l'italiano Caproni Ca.33.
I primi "veri" aerei da trasporto, ovvero concepiti solo per compiti di trasporto e non derivato dalla conversione di un aereo passeggeri, comparvero durante la seconda guerra mondiale. Il primato va al tedesco Arado Ar 232, che volò per la prima volta nel giugno 1941. Progettato per sostituire il vecchio Junkers Ju 52 da trasporto, ma venne costruito solo in pochi esemplari. Scarso successo ottenne anche lo statunitense Budd C-93 Conestoga che volò nell'ottobre del 1943. In questo velivolo comparivano tutte le caratteristiche che avrebbero caratterizzato i successivi trasporti militari. Questi velivoli rimasero comunque "casi isolati" e tutte le forze aeree del conflitto continuavano ad usare modelli convertiti da aerei di linea e bombardieri, primo fra tutti il C-47 venne largamente impiegato dagli alleati.
A partire dal dopoguerra, gli aerei da trasporto vennero progettati fin dall'inizio per essere in grado di svolgere questo compito, introducendo spesso alcune soluzioni sperimentali. Il Fairchild C-82 Packet, ad esempio, aveva una zona carico removibile, mentre il Fairchild C-123 Provider riprese il piano di coda in posizione alta del C-93 Conestoga, oggi comune a tutti gli aerei da trasporto militari.
Ma la vera innovazione che permise un'enorme evoluzione di questi aerei fu l'adozione di motori turboelica: basti pensare che uno dei primi aerei da trasporto turboelica, il Lockheed C-130 Hercules, è in servizio ancora oggi, dopo 50 anni, in moltissime nazioni e il suo successo non sembra fermarsi.
Nel 2027 entrerà in funzione il velivolo Radia Windrunner, il più grande aereo cargo al mondo, avente una lunghezza di 108 m, un'apertura alare di 80 metri e un'autonomia di volo di 2.000 km. Il carico massimo ha le seguenti misure: 105 metri lo spazio interno per il payload, 7,3 metri di altezza e oltre 72mila chilogrammi. L'aereo può atterrare su piste di 1.800 metri di lunghezza ed è progettato per trasportare pale eoliche lunghe fino a 104 m vicino ai parchi eolici GigaWind in località remote.

## Descrizione

### Velivoli militari e civili
A differenza del passato, in cui si è spesso assistito ad un uso "duale" (ossia, civile o militare in funzione dell'esigenza da risolvere) del mezzo da trasporto aereo, negli ultimi anni la tendenza è quella di "specializzare" gli assetti volativi da trasporto fin dal momento della loro concezione. Ciò per andare incontro alla progressiva differenziazione e precipuità dei due ambiti, caratterizzati dalla minimizzazione dei costi e dalla ricerca del comfort quello civile e dalla massimizzazione dell'efficacia operativa e capacità di operare (e, talvolta, di sopravvivere) in ambiente ostile quello militare.
Per questo motivo, le conversioni da un ambito all'altro di un certo modello di velivolo avvengono sempre più raramente, a causa dei costi "di specializzazione" da sopportare, causati dal sempre più esteso uso di moderne tecnologie, soprattutto nel settore dell'avionica e delle Contromisure. Nonostante ciò, è da riportare il fenomeno di alcuni velivoli da trasporto militari (Ilyushin Il-76, Antonov An-124 e Lockheed C-130) di cui, per motivi di mercato, sono state realizzate versioni cargo "civili"
I velivoli civili da trasporto si suddividono nelle seguenti categorie, a seconda dell'angolazione con cui viene approcciata la problematica:
- in funzione dell'utilizzazione: trasporto passeggeri (aerei di linea) e trasporto cargo;
- in funzione del raggio di azione: medio raggio e a lungo raggio;

Per quanto riguarda il ruolo di trasporto cargo, esso viene espletato non già da assetti "specializzati dalla nascita", bensì da velivoli "convertiti" denominati "freight aircraft" o "freighter", ossia da aerei già impiegati nel ruolo di linea, il cui utilizzo non sia stato più ritenuto economico, trasformati nel nuovo ruolo mediante la rimozione di tutte le dotazioni di cabina, l'oscuramento dei relativi finestrini e, eventualmente, l'irrobustimento strutturale di certe parti. Talvolta, tale trasformazione è più radicale, e può consistere nell'apertura di nuovi portelloni di carico nella fusoliera o, addirittura, nella creazione di un grande portellone di prua per l'ottimizzazione delle operazioni di carico e scarico delle merci, come nel caso del Boeing 747.
Nell'ambito dell'aviazione civile, è piuttosto frequente la conversione di velivoli da trasporto passeggeri in aerei cargo. È, invece, rarissimo il contrario, ossia la conversione di aerei cargo in aerei di linea.
I velivoli militari da trasporto (esclusi quelli impiegati nel ruolo di bombardiere strategico, che rappresenta una categoria a parte, non trattata in questa sede), invece, vengono classificati in funzione dei seguenti parametri:
- tipo di missione: aerei da trasporto tattico (trasporto a corto raggio di limitate quantità di uomini e/o materiali, denominato anche trasporto infra teatro di cui l'esempio più classico è l'Alenia C-27J) e aerei da trasporto aereo strategico (trasporto a lungo raggio di grandi quantità di uomini e/o materiali, denominato anche trasporto inter teatro di cui l'esempio più classico è il Lockheed C-5)
- capacità di carico: Lockheed C-130, Airbus A400M, Boeing C-17 e Antonov An-124;
- tipo di carico trasportato: velivoli "multiruolo" (ossia, che possono cambiare la loro configurazione in funzione della missione da svolgere come il Boeing 767 in dotazione all'Aeronautica Militare Italiana), e velivoli "specializzati", mono-configurazione: cargo (aerorifornitori e combi).
- tipo di propulsore: velivoli a elica (propfan) e a reazione);

### Trasporti eccezionali
Alcuni aeromobili sono appositamente realizzati per trasportare "carichi eccezionali": ad esempio l'ucraino Antonov An-225 Mriya, attualmente il più grande aereo del mondo e il più grande mai costruito, venne realizzato per trasportare il veicolo spaziale Buran, mentre un'apposita versione del Boeing 747, la SCA (Shuttle Carrier Aircraft), è destinata al trasporto dello Space Shuttle. La grande validità del 747 come aereo da trasporto è confermata anche dal fatto che la Boeing ha realizzato la versione LCF (Large Cargo Freighter) per il trasporto delle componenti del Boeing 787. Il Lockheed C-5 Galaxy, enorme quadrireattore usato in campo militare, ha 28 pneumatici.

### Futuro del trasporto cargo
Secondo uno studio di Airbus datato ottobre 2013 il traffico aereo cargo crescerà del 4,8% ogni anno per i prossimi 20 anni, con stime per oltre 3.000 aeromobili. Secondo la stima entro il 2032 si registrerà una domanda di aeromobili cargo a livello mondiale di circa 2.700 aeromobili. Di questi 2.700 aeromobili, 870 saranno aeromobili cargo nuovi, mentre 1.860 saranno convertiti da aerei passeggeri.
A livello globale sono i paesi emergenti quelli che risultano essere i mercati che crescono di più per quanto riguarda il trasporto merci: in particolare India e Cina che attualmente rappresentano il 36% del traffico aereo cargo mondiale, raggiungeranno il 42% entro il 2032.
Per quanto riguarda l'Europa e la Russia, la quota calerà lievemente attestandosi intorno al 45% entro il 2032.

## Modelli di aerei

### Aerei postali

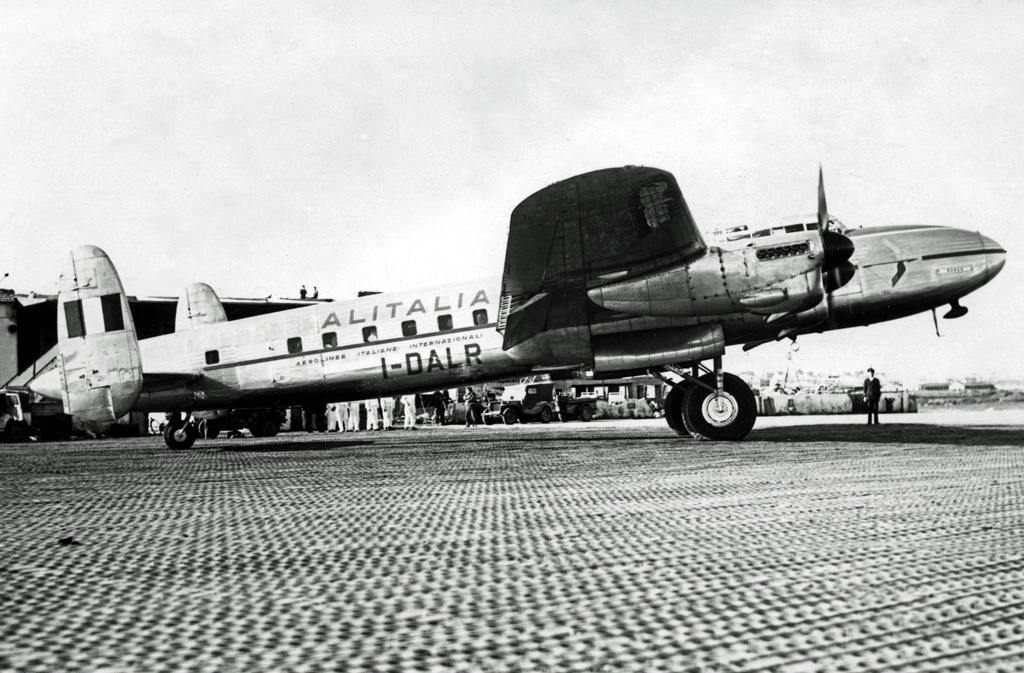
Avro Lancastrian

- Avro Lancastrian (Transatlantic mail)
- Avro York (Berlin Airlift)
- Boeing C-7000
- Curtiss JN-4H
- de Havilland DH.4
- Douglas M-2

### Aerei da trasporto civile

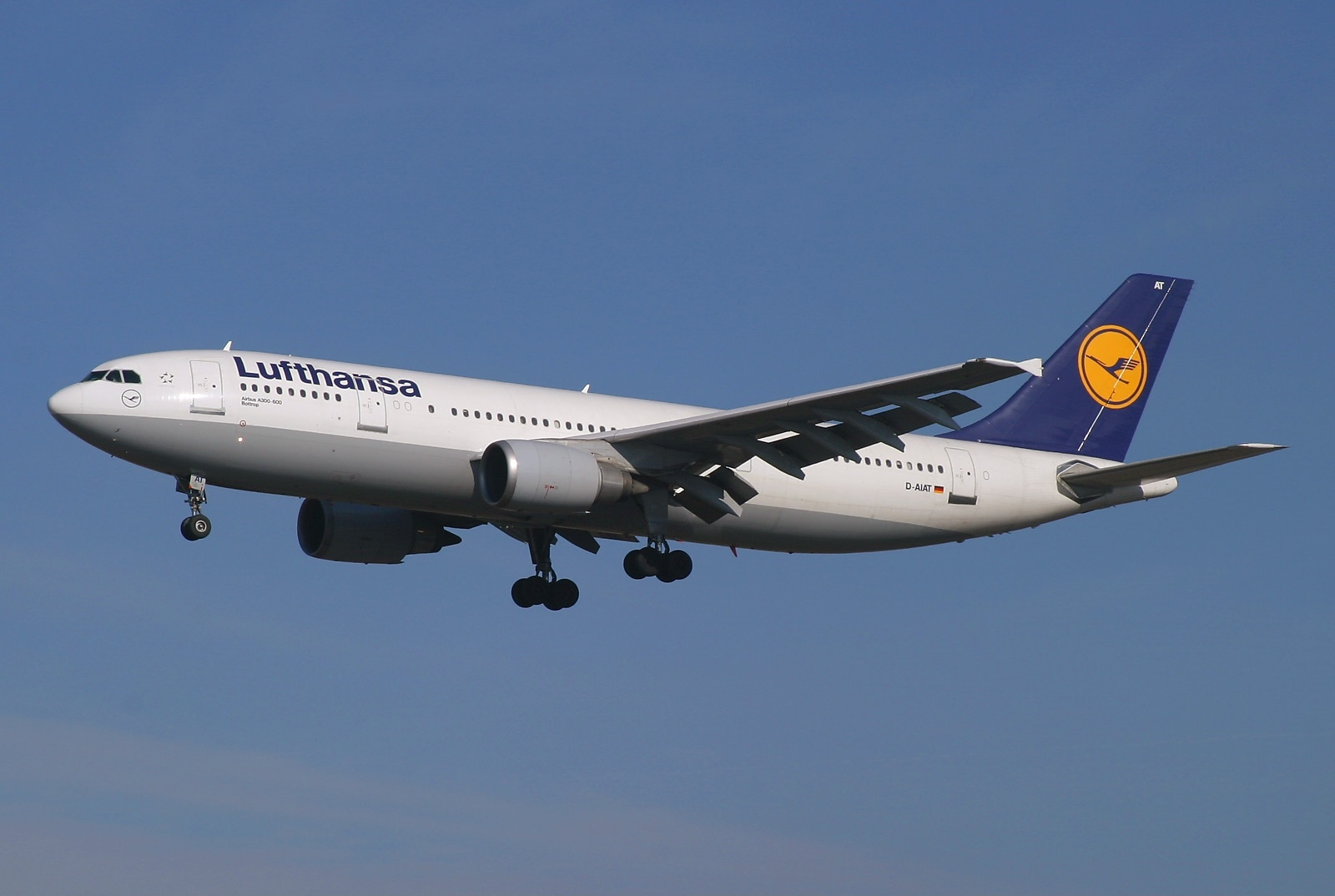
Airbus A300B4-603.

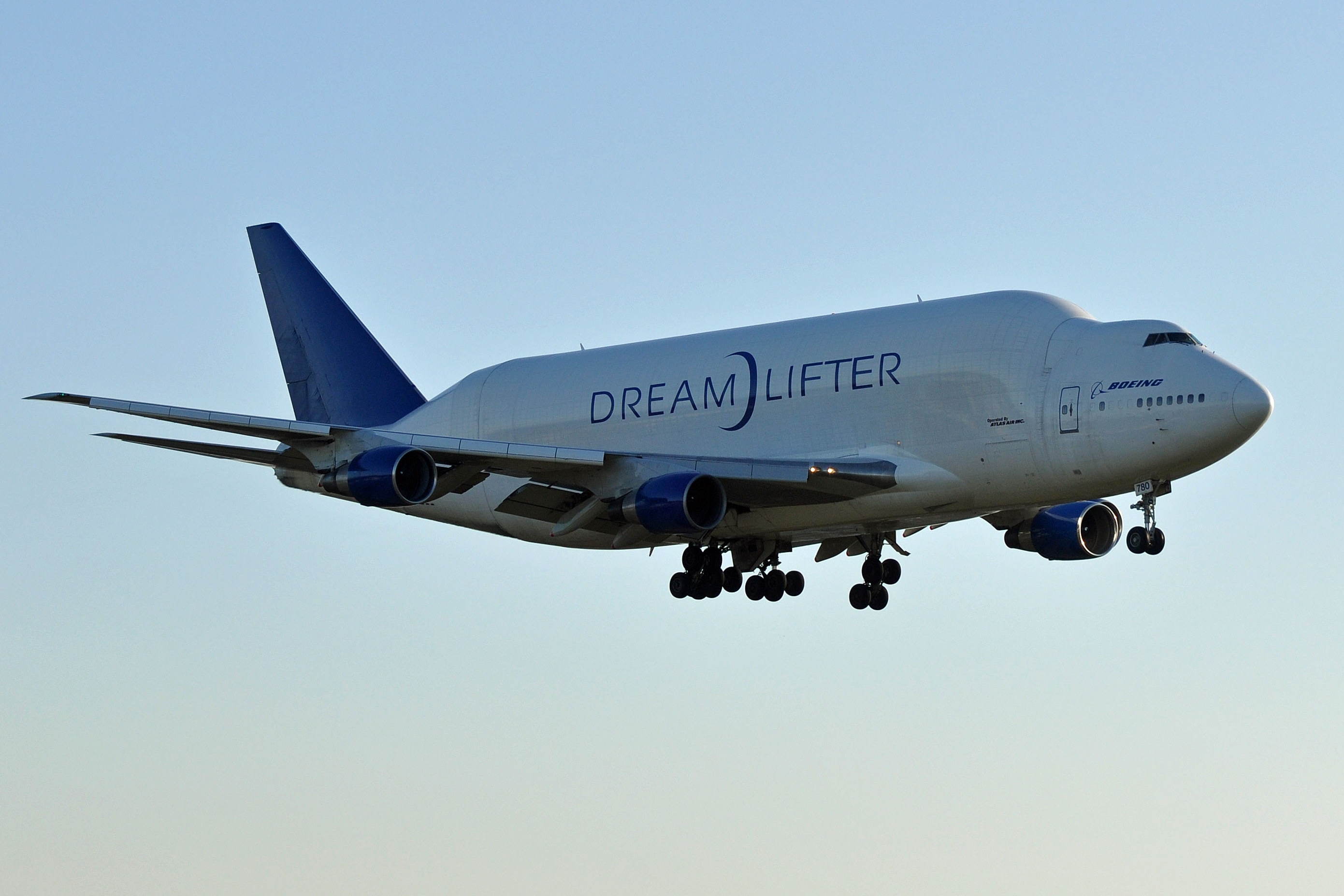
Boeing 747 LCF Dreamlifter

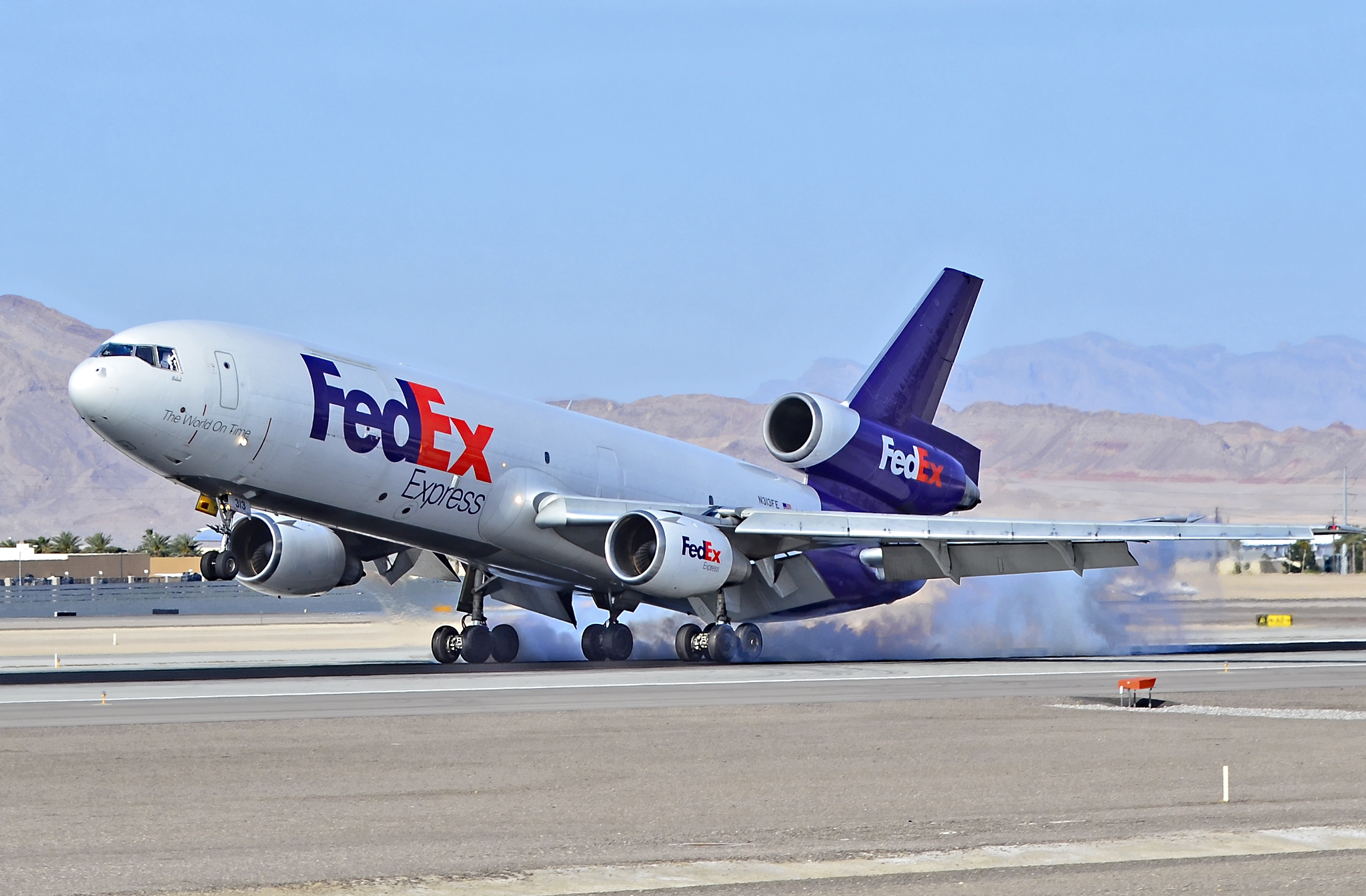
McDonnell Douglas DC-10

- Aero Spacelines Pregnant Guppy
- Aero Spacelines Super Guppy
- Aero Spacelines Mini Guppy
- Airbus A300F
- Airbus A310F
- Airbus A320 (conversioni)
- Airbus A330F
- Airbus A380F
- Airbus A300-600ST Beluga
- Antonov An-124
- Antonov An-225
- BAe 146QT
- Boeing 727F
- Boeing 737 (conversioni)
- Boeing 757PF
- Boeing 767F
- Un Boeing 747-400ER di KLM cargoBoeing 747F

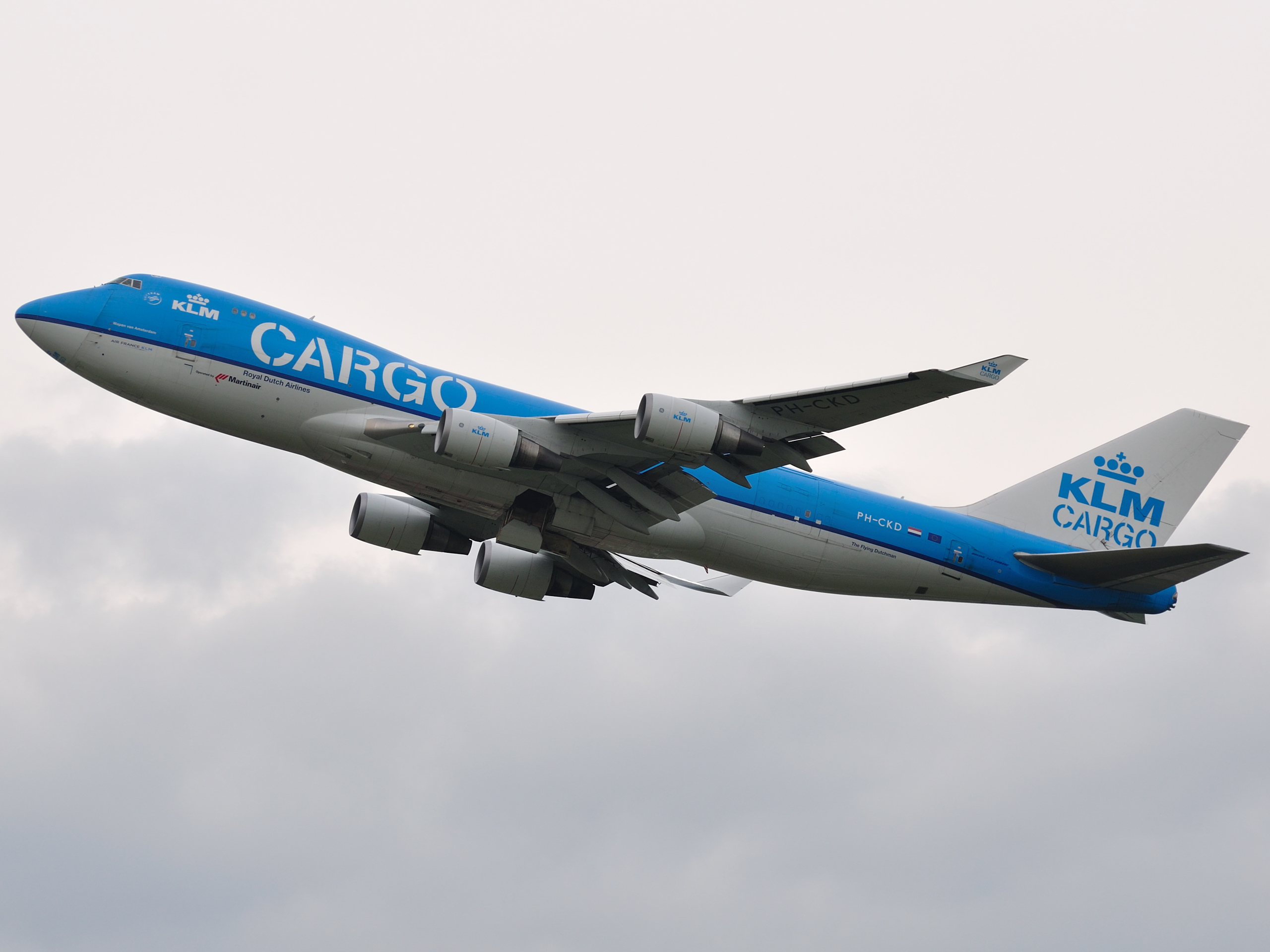
Un Boeing 747-400ER di KLM cargo

- Boeing 747 Large Cargo Freighter Dreamlifter
- Boeing 777F
- Douglas DC-3
- Douglas DC-8F
- Douglas DC-9F
- Ilyushin Il-18T
- Ilyushin Il-76
- Ilyushin Il-96T
- McDonnell Douglas DC-10F
- McDonnell Douglas MD-11F
- Tupolev Tu-204F/C

### Aerei da trasporto militare
| Produttore               | Modello              | primo volo | max payload (t) | velocità (km/h) | max range (km) | MTOW (t) |
| ------------------------ | -------------------- | ---------- | --------------- | --------------- | -------------- | -------- |
| Alenia Aeronautica       | C-27J Spartan        | 1999       | 11,5            | 583             | 5.926          | 31,8     |
| Aeritalia                | G.222 / C-27A        | 1970       | 9               | 540             | 4.633          | 28,0     |
| / Antonov                | An-12                | 1957       | 20              | 777             | 5.700          | 61       |
| / Antonov                | An-22                | 1965       | 80              | 740             | 5.000          | 250      |
| Antonov                  | An-70                | 1994       | 47              |                 |                |          |
| / Antonov                | An-72                | 1977       | 7,5             | 600             | 4.800          | 33       |
| / Antonov                | An-124               | 1982       | 150             | 800-850         | 5.410          | 405      |
| / Antonov                | An-225               | 1988       | 250             | 800             | 15.400         | 600      |
| Bell/Boeing              | V-22 Osprey          | 1989       | 6,8             | 396             | 1.627          | 27,4     |
| de Havilland Canada      | C-7 Caribou          | 1958       | 14              | 348             | 2.103          | 14,2     |
| / EADS-Airbus            | A310MRTT             | 2003       | 36              | 834             | 12.964 (vuoto) | 164      |
| / EADS-Airbus            | A330MRTT             | 2007       | 45              | 881             | 14.800 (vuoto) | 230      |
| / EADS-Airbus            | A400M                | 2009       | 37              | 722~765         | 8.700 (vuoto)  | 141      |
| / EADS-CASA              | C-212 Aviocar        | 1971       | 2,95            | 361             | 1.960 (vuoto)  | 8,1      |
| / EADS-CASA/IAe          | CN-235               | 1983       | 5,95            | 456             | 5.055 (vuoto)  | 16,5     |
| / EADS-CASA              | C-295                | 1998       | 9,25            | 478             | 5.220 (vuoto)  | 23,2     |
| Embraer                  | KC-390               | 2013       | 19              | 850             | 6.204 (vuoto)  | 58,5     |
| Fairchild Aircraft       | C-123 Provider       | 1949       | 10,9            | 367             | 1.666          | 27       |
| Grumman                  | C-1 Trader           | 1952       | 1,7             | 462             | 2.092          | 13,2     |
| Grumman                  | C-2 Greyhound        | 1964       | 4,5             | 465             | 2.400          | 24,7     |
| / Ilyushin               | Il-76                | 1971       | 47              | 900             | 4.400          | 210      |
| Kawasaki                 | C-1                  | 1970       | 11,9            | 657             | 1.300          | 45       |
| Kawasaki                 | C-X / C-2            | 2007       | 30              |                 |                |          |
| Lockheed Corporation     | C-5 Galaxy           | 1968       | 122             | 907             | 4.445          | 381      |
| Lockheed Corporation     | C-130 Hercules       | 1954       | 20              | 540             | 3.800          | 70,3     |
| Lockheed Corporation     | C-141 Starlifter     | 1963       | 40              | 912             | 9.880          | 147      |
| McDonnell Douglas/Boeing | C-17 Globemaster III | 1991       | 77,5            | 830             | 4.482          | 265      |
| / Transport Allianz      | Transall C-160       | 1963       | 16              | 513             | 8.858 (vuoto)  | 51       |

### Aerei da trasporto sperimentali
- Hughes H-4 Hercules ("Spruce Goose")
- Lockheed R6V Constitution
- LTV XC-142